# یوکو اریموری
یوکو اریموری (انگلیسی: Yuko Arimori؛ زادهٔ ۱۷ دسامبر ۱۹۶۶) ورزشکار دو و میدانی اهل ژاپن است.
وی در مسابقات کشوری و بین‌المللی در مجموع برندهٔ ۱ مدال نقره، ۱ مدال برنز شده‌است.